# 富士圓頂
冰穹F（英語：Dome F），又稱富士圓頂或富士冰穹（英語：Dome Fuji）位於南極洲的毛德皇后地東部。該地位在海拔3810公尺，是南極冰原上的第二高冰穹。該處亦為日本在南極的研究基地之一。

## 環境
位在南極高原上的高海拔處，使得富士圓頂成為地球上最冷的地方之一：夏季氣溫鮮少超過-30°C，冬季氣溫最低可達-80°C，年平均氣溫是-54.3°C。該處年降水量（完全以雪的形式）約有25公釐，是名副其實的極地荒漠。

## 富士圓頂基地
日本於1995年1月在富士圓頂設立了「富士圓頂觀測據點」（ドームふじ観測拠点），並在2004年4月1日更名為「富士圓頂基地」（ドームふじ基地）。該處距離日本的另一個基地——昭和基地約有1000公里遠。

## 冰川學研究
富士圓頂基地自1995年8月起首度進行深層冰核鑽探計畫，在1996年12月時鑽探深度已達2503公尺。本次鑽探所得的冰核歷史可達34萬年前之久。
第二次鑽探計畫開始於2003年，從2003/2004年至2006/2007年共進行了四個夏季，總達深度3035.22公尺。本次鑽探並未達到岩層，但在最深處找到了岩石粒子與重凍水，說明岩層已經非常靠近鑽孔底部了。初步分析本次所得的冰核，其中的氣候資料可追溯至72萬年前之久；是繼EPICA在冰穹C取得的冰核以來，人類所得第二古老的冰核。

## 外部連結
- 第二期富士圓頂觀測計畫首頁 （页面存档备份，存于）（日語）（英文）
- 世界古氣候資料中心對富士圓頂第一次鑽探的紀錄 （页面存档备份，存于）（英文）
- 日本國立極地研究所 （页面存档备份，存于）（日語）
- 北海道大學低溫科學研究所 （页面存档备份，存于）（日語）

77°19′S 39°42′E / 77.317°S 39.700°E